# Hipoblasto
Hipoblasto é a camada de células inferior à blastocele secundária em blastômeros do tipo discoblástula secundária. Origina-se a partir dos micrômeros.
Do hipoblasto origina-se uma camada de células denominadas membrana de Heuser que revestirá a cavidade interna do blastocisto que então passará a se chamar cavidade vitelina primitiva. Entre a cavidade e o citotrofoblasto surge uma camada de material acelular, o retículo extra- embrionário.